# ITF Rome
Das ITF Rome (offiziell: Georgia’s Rome Tennis Open) ist ein Tennisturnier der ITF Women’s World Tennis Tour, das in Rome, Georgia auf Hartplatz ausgetragen wird.

## Siegerliste

### Einzel
| Jahr               | Siegerin                  | Finalgegnerin    | Ergebnis       |
| ------------------ | ------------------------- | ---------------- | -------------- |
| ↓ Kategorie: W60 ↓ |                           |                  |                |
| 2021               | Irene Burillo Escorihuela | Grace Min        | 1:6, 7:64, 6:1 |
| 2022               | Tatjana Maria             | Alycia Parks     | 6:4, 4:6, 6:2  |
| 2023               | Peyton Stearns            | Gabriela Knutson | 3:6, 6:0, 6:2  |
| 2023               | McCartney Kessler         | Grace Min        | 6:2, 6:1       |
| ↓ Kategorie: W75 ↓ |                           |                  |                |
| 2024               | McCartney Kessler         | Liv Hovde        | 6:1, 6:4       |
| 2025               | Victoria Mboko            | Eva Vedder       | 7:5, 6:3       |

### Doppel
| Jahr               | Siegerinnen                        | Finalgegnerinnen                        | Ergebnis          |
| ------------------ | ---------------------------------- | --------------------------------------- | ----------------- |
| ↓ Kategorie: W60 ↓ |                                    |                                         |                   |
| 2021               | Emina Bektas Tara Moore            | Wolha Hawarzowa Jovana Jović            | 5:7, 6:2, [10:8]  |
| 2022               | Sophie Chang Angela Kulikov        | Emina Bektas Tara Moore                 | 6:3, 62:7, [10:7] |
| 2023               | Fanny Stollár Lulu Sun             | Mana Ayukawa Gabriela Knutson           | 6:3, 6:0          |
| 2023               | Sofia Sewing Anastassija Tichonowa | Robin Anderson Fernanda Contreras Gómez | 4:6, 6:3, [10:7]  |
| ↓ Kategorie: W75 ↓ |                                    |                                         |                   |
| 2024               | Angela Kulikov Jamie Loeb          | Hailey Baptiste Whitney Osuigwe         | kampflos          |
| 2025               | Sophie Chang Angela Kulikov        | Whitney Osuigwe Eva Vedder              | 7:63, 6:4         |

## Quelle
- ITF Homepage